# Dendropicos
A Dendropicos a madarak (Aves) osztályának harkályalakúak (Piciformes) rendjébe, ezen belül a harkályfélék (Picidae) családjába tartozó nem.

## Tudnivalók
A Dendropicos-fajok előfordulási területe Afrika. A korábbi fajlistája egyéb fajokat is tartalmazott, azonban azokat manapság máshová sorolták be. 2015-ben, elvégezték rajtuk a molekuláris törzsfejlődéses kutatásokat, valamint a mitokondriális DNS-vizsgálatokat. Ezekből a kutatók megtudták, hogy ez a madárnem valójában polifiletikus csoport, vagyis olyan csoport, melyben igen hasonló madarak voltak besorolva, de ezek nem egy közös őstől származtak, hanem több különbözőtől, és a hasonlóság csupán a párhuzamos evolúció vagy a konvergens evolúció eredménye volt. A más ősöktől származó fajokat, áthelyezték a Chloropicus, illetve a Dendrocoptes nemekbe. A Brit Ornitológusok Egyesületének (British Ornithologists' Union) a taxonómiai bizottsága azt javasolta, hogy a Dendrocoptes-fajokat és a hindu fakopáncslot (Leiopicus mahrattensis), az idetartozó fajokkal együtt, egy nagyobb taxonómiai szintű Dendropicos csoportba vonják össze.
Ezt a taxonnevet 1849-ben, Alfred Malherbe francia ornitológus alkotta meg. Ez a szó a görög nyelvből ered: dendron = „fa” és pikos = „harkály”.

## Rendszerezés
A nembe az alábbi 12 faj tartozik:
- Dendropicos abyssinicus (Stanley, 1814)
- Dendropicos elachus Oberholser, 1919
- Dendropicos elliotii (Cassin, 1863)
- kardinális harkály (Dendropicos fuscescens) (Vieillot, 1818)
- Dendropicos lugubris Hartlaub, 1857 - korábban a D. gabonensis alfajának vélték
- Dendropicos gabonensis (J. Verreaux & E. Verreaux, 1851)
- afrikai szürkeharkály (Dendropicos goertae) (Statius Muller, 1776)
- Dendropicos griseocephalus (Boddaert, 1783)
- barnahátú harkály (Dendropicos obsoletus) (Wagler, 1829)
- Dendropicos poecilolaemus (Reichenow, 1893)
- Dendropicos spodocephalus (Bonaparte, 1850) - korábban azonosnak tartották a szürkebegyű harkállyal[7]
- Dendropicos stierlingi Reichenow, 1901

### Fordítás
- Ez a szócikk részben vagy egészben  a   Dendropicos című angol Wikipédia-szócikk ezen változatának fordításán alapul.  Az eredeti cikk szerkesztőit annak laptörténete sorolja fel. Ez a jelzés csupán a megfogalmazás eredetét és a szerzői jogokat jelzi, nem szolgál a cikkben szereplő információk forrásmegjelöléseként.